# Metallica: Some Kind of Monster
Metallica: Some Kind of Monster ist ein US-amerikanischer Dokumentarfilm aus dem Jahr 2004, der die Hintergründe der Produktion des neunten Studioalbums St. Anger der Metal-Band Metallica beleuchtet.

## Zusammenfassung
Der Zuschauer bekommt durch die von 2001 bis 2003 entstandenen Aufnahmen sowohl einen Einblick in den Schaffensprozess als auch in die Konflikte, die zu diesem Zeitpunkt der Karriere innerhalb der Band herrschten.
Insbesondere die Alkoholprobleme des Sängers und Rhythmusgitarristen James Hetfield, der sich selbst in eine Entzugsklinik einweist, werden thematisiert. Im Vordergrund steht der konstante Machtkampf zwischen Schlagzeuger Lars Ulrich und James Hetfield. Ohne Absprache mit der restlichen Band verlässt Hetfield zwischendurch die Albumproduktion, um in Sibirien seiner Leidenschaft für die Jagd nachzugehen und dort zwei Bären zu erlegen.
Es werden Gespräche mit dem eigens hierfür angestellten Psychologen Phil Towle geführt, dem es als Mediator schließlich gelingt, die Band zusammenzuhalten.
Der Film befasst sich ebenso mit dem früheren Gitarristen Dave Mustaine, später Sänger und Lead-Gitarrist von Megadeth, der während eines Gespräches mit Ulrich seiner Enttäuschung darüber freien Lauf lässt, dass er in den 1980er Jahren wegen Drogenproblemen aus der Band geworfen wurde.
Auch wird die Klage gegen Napster kurz angesprochen, die zu einer wütenden Reaktion einiger Fans führte, die sich vor einem Gerichtsgebäude versammelten, in dem Schlagzeuger Lars Ulrich einen Prozess gegen Napster wegen Internet-Piraterie führte, um dort ihre Metallica-CDs zu Boden zu werfen und zu zertreten.
Auch das Ausscheiden von Bassist Jason Newsted im Frühjahr 2001 wird angesprochen und Aufnahmen eines Interviews sowie von seiner neuen Band Echobrain werden gezeigt. Metallica musste nach dem Ausscheiden Newsteds lange ohne Bassist auskommen. Im Film wird die Suche nach einem neuen Bassisten dokumentiert und das Auswahlverfahren gezeigt. Als neuer Bassist wurde schließlich Robert Trujillo bei Metallica aufgenommen, der bis 2003 noch bei Ozzy Osbourne spielte. Bei der Vorstellung des neuen Bassisten und des neuen Albums St. Anger gegen Ende des Dokumentarfilmes präsentiert die Band Einigkeit und Zuversicht für zukünftige Erfolge.

## Kritiken
Ulf Lippitz schreibt im Spiegel, die Dokumentation habe ihre „besten Momente, wenn sie die Konflikte zeigt“; die Szenen, die sich um die Plattenproduktion drehen, seien hingegen „für Laien teils langatmig, teils uninteressant“. Das Lexikon des internationalen Films lobte den Dokumentarfilm, der sich „zu einem intensiven Psychogramm“ entwickle. Es handele sich um ein „beeindruckendes Beispiel von dokumentarischer, formal virtuos strukturierter Wahrheitsfindung.“

## Auszeichnungen
Some Kind of Monster erhielt 2005 den Independent Spirit Award in der Kategorie Beste Dokumentation.
| Land/Region                  | Auszeichnungen für Musikverkäufe (Land/Region, Auszeichnung, Verkäufe) | Verkäufe |
| ---------------------------- | ---------------------------------------------------------------------- | -------- |
| Vereinigtes Königreich (BPI) | Platin                                                                 | 50.000   |
| Insgesamt                    | 1× Platin ·                                                            | 50.000   |

Hauptartikel: Metallica/Auszeichnungen für Musikverkäufe